# Trigonoorda rhodea
Trigonoorda rhodea is een vlinder uit de familie van de grasmotten (Crambidae), uit de onderfamilie van de Odontiinae. De wetenschappelijke naam van deze soort is voor het eerst voorgesteld als Clupeosoma rhodea door Oswald Bertram Lower in een publicatie uit 1905.
De soort komt voor in Australië (Queensland).